# HD46625
HD46625 — хімічно пекулярна зоря спектрального класу A2, що має видиму зоряну величину в смузі V приблизно  8,1.
Вона  розташована на відстані близько 903,5 світлових років від Сонця.